# Хундсдорф (Вестервальд)
Хундсдорф (нем. Hundsdorf) — община в Германии, в земле Рейнланд-Пфальц.
Входит в состав района Вестервальд. Подчиняется управлению Рансбах-Баумбах. Население составляет 462 человека (на 31 декабря 2010 года). Занимает площадь 1,40 км².